# Alexander Sergejewitsch Menschikow

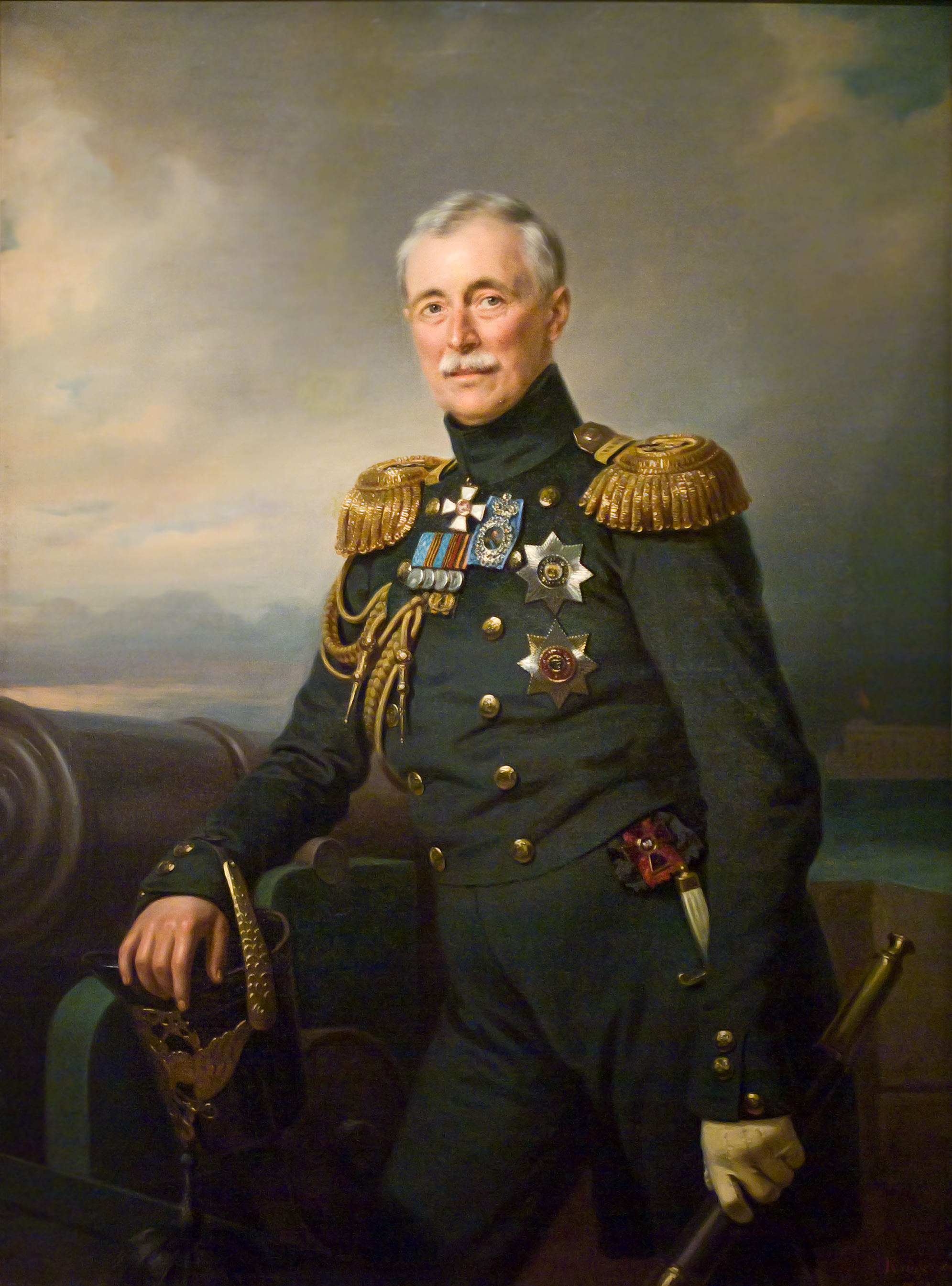
Alexander Sergejewitsch Menschikow (Gemälde von Franz Krüger 1851)

Fürst Alexander Sergejewitsch Menschikow (russisch Александр Сергеевич Меншиков, wiss. Transliteration Aleksandr Sergeevič Menšikov; * 1787; † 2. Mai 1869 in Sankt Petersburg) war ein russischer General, Admiral und Staatsmann.

## Befreiungskriege, Kämpfe gegen Perser und Osmanen
Der Enkel des Fürsten Alexander Alexandrowitsch und Urenkel von Alexander Danilowitsch Menschikow trat 1805 in die zaristische Armee ein, widmete sich aber bald der diplomatischen Laufbahn und wurde Attaché bei der Gesandtschaft in Wien. An den Befreiungskriegen von 1812 bis 1815 nahm er als Flügeladjutant des Zaren Alexander I. teil. Er wurde bis zum General befördert. 1823 nahm er mit Ioannis Kapodistrias, Stroganow u. a. seine Entlassung, weil die von ihnen gewünschte Intervention zugunsten Griechenlands nicht stattfand.
Nach der Thronbesteigung des Zaren Nikolaus I. 1825 wurde Menschikow nach Persien gesandt, um dem Schah Fath Ali ein Bündnis mit Russland gegen das Osmanische Reich anzubieten; doch scheiterte das Projekt teils an Menschikows Schroffheit, teils am Übermut des Schahs.
An dem kurze Zeit später ausbrechenden persisch-russischen Krieg nahm Menschikow im Generalstab teil. Im türkischen Feldzug von 1828 erhielt er das Kommando über die Expedition nach Anapa, dessen Festung sich ihm nach kurzer Belagerung im Juni ergab. Dann wurde er mit der Belagerung von Warna beauftragt und bei einem Ausfall der Garnison schwer verwundet.

## Gouverneur von Finnland

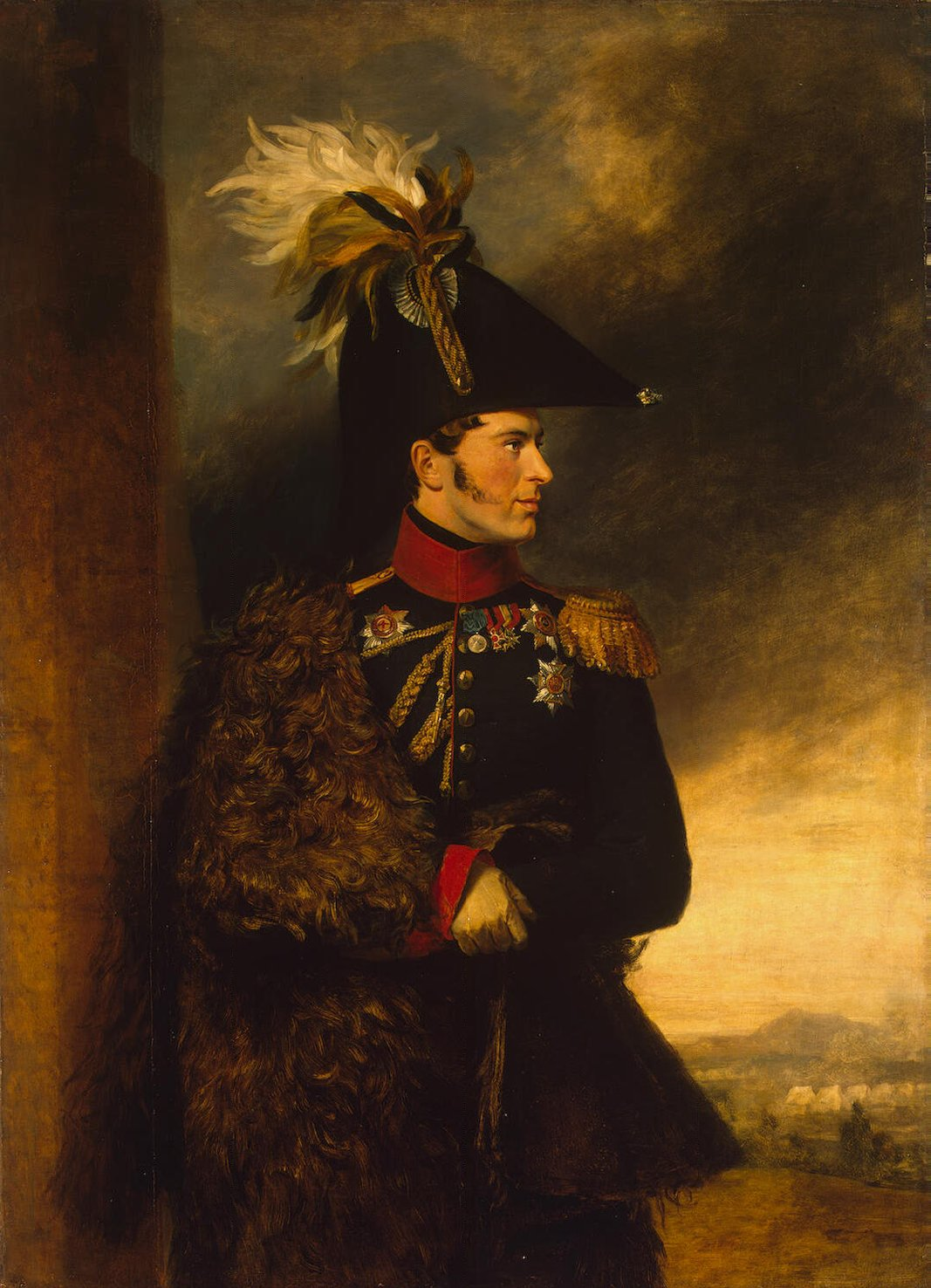
Porträt Menschikows aus dem Jahr 1826 von George Dawe

Nach seiner Genesung trat er als Vizeadmiral und Chef des Marinegeneralstabs an die Spitze des russischen Seewesens, welches ihm hauptsächlich sein Aufblühen verdankte.
Seit 1831 auch Generalgouverneur von Finnland, wurde Menschikow 1834 zum Admiral der russischen Flotte befördert und 1836 Marineminister, kehrte aber später wieder an seine Stelle als Statthalter von Finnland zurück und beschäftigte sich daneben mit der Organisation der Ostseeflotte und der Verstärkung der russischen Seefestungen im Finnischen Meerbusen. Am 30. September 1838 verlieh ihm König Friedrich Wilhelm III. von Preußen den Schwarzen Adlerorden. Seit Dezember 1831 war er Ehrenmitglied der Russischen Akademie der Wissenschaften in St. Petersburg.

## Krimkrieg
Ende Februar 1853 wurde Menschikow vom Zar Nikolaus nach Konstantinopel entsandt. Er überbrachte eine Reihe von Forderungen an das osmanische Reich, wobei offensichtlich banale Forderungen mit solchen, die für den Sultan unerfüllbar waren, verbunden wurden. Der Sultan war zunächst bereit, einen Teil dieser Forderungen zu erfüllen. Doch Russland stellte weitere Bedingungen, und Menschikow provozierte durch sein Auftreten den Abbruch der Verhandlungen. Der Sultan lehnte schließlich, unterstützt durch den britischen Botschafter, die russischen Forderungen ab. Dadurch hatte Russland den Vorwand für die Auslösung des Krimkrieges. Menschikow reiste am 21. Mai 1853 zurück, Russland brach die diplomatischen Beziehungen zum Osmanischen Reich ab und begann mit der Besetzung der Donaufürstentümer Moldau und Walachei.
Menschikow übernahm im Krimkrieg den Oberbefehl über die Truppen auf der Krim. Er traf die „fatale Entscheidung“, seine Truppen in Sewastopol zu massieren und andere Küstenabschnitte den Alliierten schutzlos zu überlassen. Am 14. September 1854 waren die verbündeten Briten und Franzosen vor Sewastopol gelandet. Sechs Tage später marschierten sie landeinwärts, wo sie am Fluss Alma von Menschikow erwartet wurden. Er hatte eine gut ausgebaute Stellung bezogen, wurde aber dennoch besiegt. Am 5. November 1854 versuchte Menschikow einen Ausfall gegen die britischen Truppen, der zur Niederlage von Inkerman führte. In den kommenden Wochen leitete er die Verteidigung von Sewastopol. Im Februar 1855 erkrankte er aber so ernstlich, dass er Anfang März von seinem Kommando abtreten musste. Ein anderer Grund für seine Abberufung war die Unzufriedenheit des neuen Zaren Alexander II. mit seiner passiven Verteidigung Sewastopols. Der Nachfolger Menschikows wurde Michail Dmitrijewitsch Gortschakow.
Am 20. Dezember 1855 wurde er zum Gouverneur von Kronstadt ernannt, im April 1856 aber von diesem Posten wieder abberufen.
Als witzig und zu beißendem Spott geneigt, spielte Menschikow in den höheren Kreisen der russischen Gesellschaft eine große Rolle. Es wird eine große Zahl von anekdotischen Geschichten von ihm erzählt. Er starb am 2. Mai 1869.